# Bryum albulum
Bryum albulum är en bladmossart som beskrevs av Mitten 1859. Bryum albulum ingår i släktet bryummossor, och familjen Bryaceae. Inga underarter finns listade i Catalogue of Life.